# Rosa Liksom
Anni Ylävaara, conosciuta con lo pseudonimo di Rosa Liksom (Ylitornio, 7 gennaio 1958), è una scrittrice finlandese.

## Biografia
Nata Anni Ylävaara nel 1958 a Ylitornio, ha scelto lo pseudonimo di Rosa Liksom in omaggio alla rivoluzionaria Rosa Luxemburg e alla congiunzione/avverbio "liksom" che si traduce in "come" e "come se".
Ha studiato antropologia a Helsinki e Copenaghen e scienze sociali all’Università di Mosca vivendo a Oslo, Mosca, Parigi, Norvegia e Islanda prima di far ritorno in Finlandia, nel 1987, a Helsinki.
Ha esordito nel 1985 Stazioni di transito, una raccolta di racconti con "personaggi senza nome in situazione estreme al confine con la morte" e in seguito ha dato alle stampe altre otto collezioni di short stories, romanzi, fumetti, libri per ragazzi e saggi.
Artista poliedrica, nelle sue opere ha spesso ritratto la realtà sovietica, come nell'apprezzato romanzo Scompartimento n. 6, sul fallimento del sogno della grande madre Russia.
Nel corso della sua carriera ha ottenuto numerosi riconoscimenti tra i quali si ricordano il Premio Finlandia del 2011 per Scompartimento n. 6 e lo Svenska Akademiens nordiska pris nel 2020.

## Opere

### Racconti
- Stazioni di transito (Yhden yön pysäkki, 1985), Helsinki, Artemisia, 2012 traduzione di Delfina Sessa ISBN 9789518904130.
- Memorie perdute (Unohdettu vartti, 1986), Helsinki, Artemisia, 2003 traduzione di Delfina Sessa ISBN 9519729496.
- Väliasema Gagarin (1987)
- Go Moskova go (1988)
- Tyhjän tien paratiisit (1989)
- Bamalama (1993)
- Perhe (2000)
- Maa (2006)
- Väliaikainen (2014)

### Romanzi
- Kreisland (1996)
- Reitari (2002)
- Scompartimento n. 6 (Hytti nro 6, 2011), Milano, Iperborea, 2014 traduzione di Delfina Sessa ISBN 978-88-7091-526-6.
- La moglie del colonnello (Everstinna, 2019), Milano, Iperborea, 2020 traduzione di Delfina Sessa ISBN 978-88-7091-624-9.

### Libri per ragazzi
- Jepata Nastan lentomatka (2002)
- Tivoli Tähtisade (2004)

### Reportage fotografici
- Burka (2014)

## Premi e riconoscimenti
- Premio J. H. Erkon: 1985 vincitrice con Stazioni di transito
- Premio Kalevi-Jäntti: 1987 vincitrice con Stazioni di transito e Memorie perdute
- Premio Finlandia: 2011 vincitrice con Scompartimento n. 6
- Medaglia Pro Finlandia: 2013
- Svenska Akademiens nordiska pris: 2020